# Nécropole Saint-Seurin de Bordeaux
La nécropole de Saint-Seurin est un monument de Bordeaux, en France, classé au titre des monuments historiques situé sur l'actuelle place des Martyrs de la Résistance à l'emplacement de la collégiale médiévale de Saint-Seurin. La collégiale de Saint-Seurin est occupée par cette nécropole depuis la fin de l'Antiquité. Cet édifice, qui est l'un des plus anciens vestiges de la ville de Bordeaux, constitue un précieux témoignage de son histoire et des bouleversements profonds qu'elle a connus au cours des siècles.

## Histoire

### Contexte
La ville de Bordeaux fait l'objet d'une forte romanisation, avec l'apparition d'institutions de type "romain" entre les règnes de Claude (41-54 ap. J.-C.) et de Vespasien (69-79 ap. J.-C.), qui s'accompagnent d'un mouvement d'embellissement urbain. Avec la conquête romaine de la Bretagne, le commerce bordelais prospère, et un grand nombre d'individus acquièrent une aisance financière dont témoignent leurs monuments funéraires. Après des attaques barbares au IIIe siècle, la ville se fortifie et se dote d'une gigantesque enceinte. Au IVe siècle, Burdigala devient l'une des plus importantes cités de la Gaule, notamment grâce aux réformes administratives entreprises par Dioclétien (284-305 ap. J.-C.), puis par Constantin. Elle est proclamée chef-lieu du diocèse méridional des Gaules, d'où la présence de nombreux fonctionnaires ou militaires dans la ville à cette époque. Malgré la présence attestée d'adeptes de la "nouvelle religion" dès le IIIe siècle, ce n'est qu'à partir de l'édit de Milan, proclamé par Constantin en 313 ap. J.-C., que le christianisme commence à être pleinement embrassé par la population bordelaise. La ville se dote alors de nombreuses églises. Après le pillage de la ville et son invasion par les Wisigoths entre 414 et 418 ap. J.-C., des tensions d'ordre religieux émergent entre Aquitains catholiques de culture gallo-romaine et Goths ariens. Ce n'est qu'avec Clovis et la victoire écrasante des Francs près de Poitiers que la ville sera récupérée et que le culte chrétien retrouvera pleinement sa place.

Sarcophage dans la crypte de l'église Saint-Serin de Bordeaux (Abbé Cirot de la Ville Histoire de Saint-Seurin de Bordeaux, page 184)
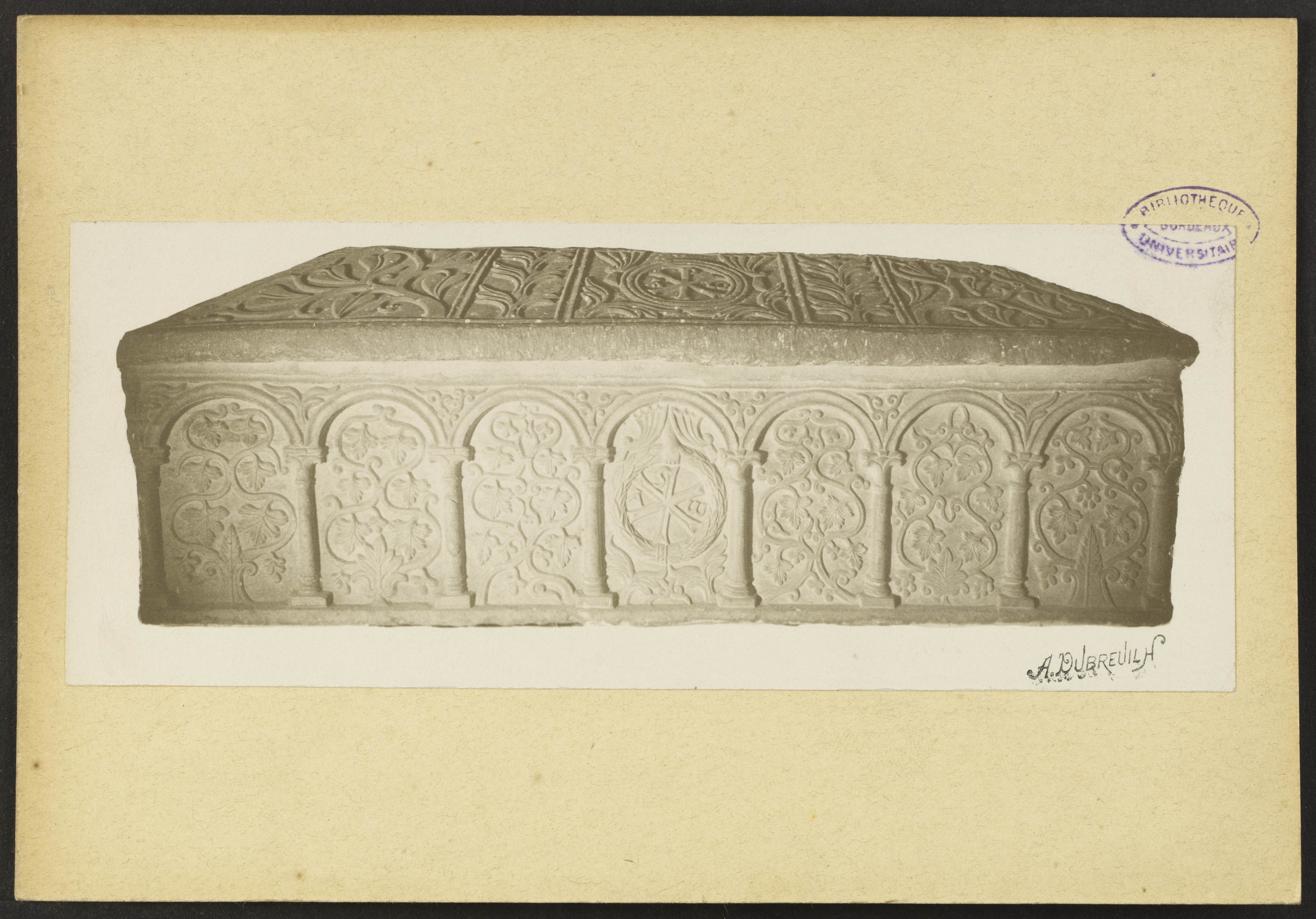
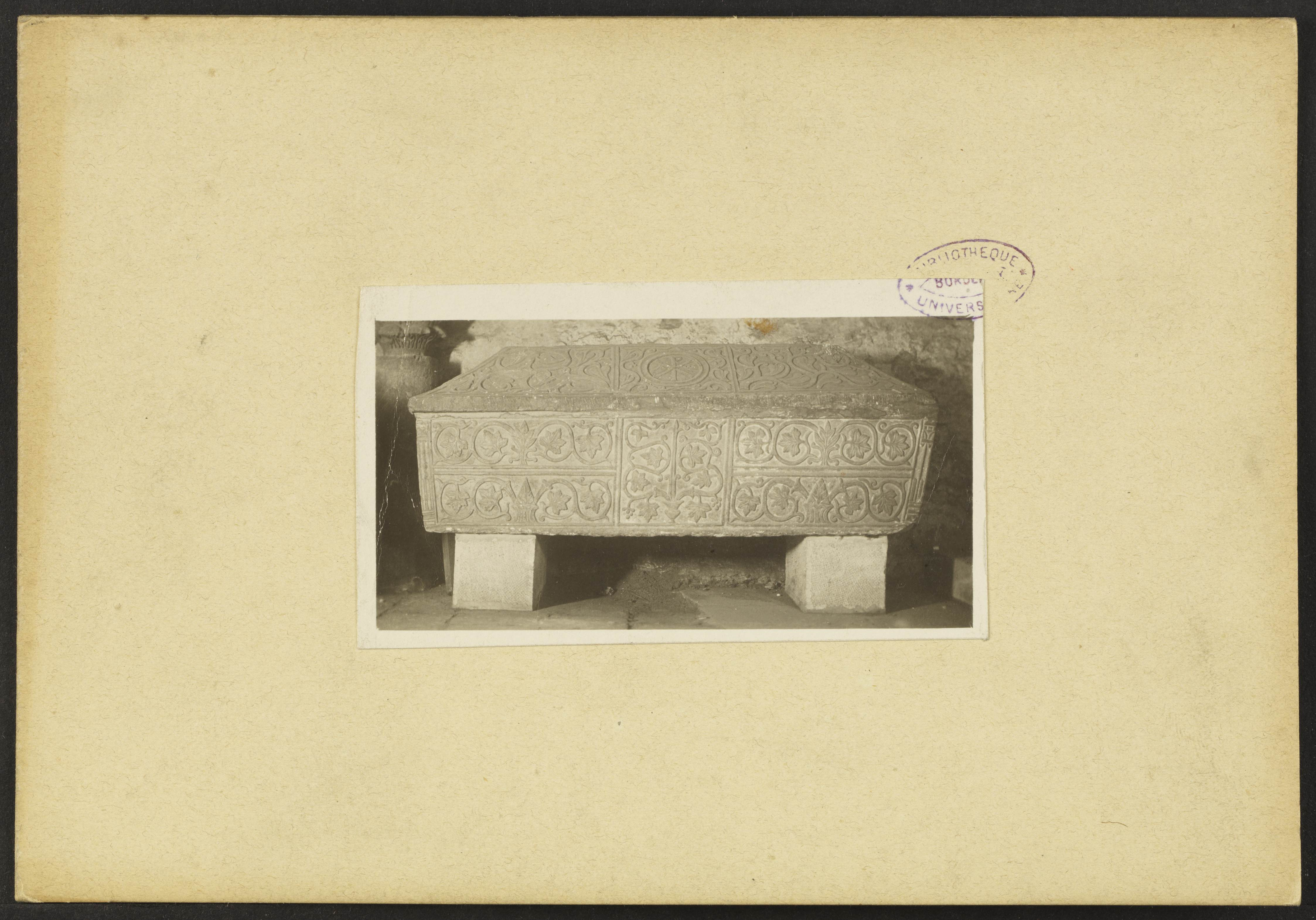
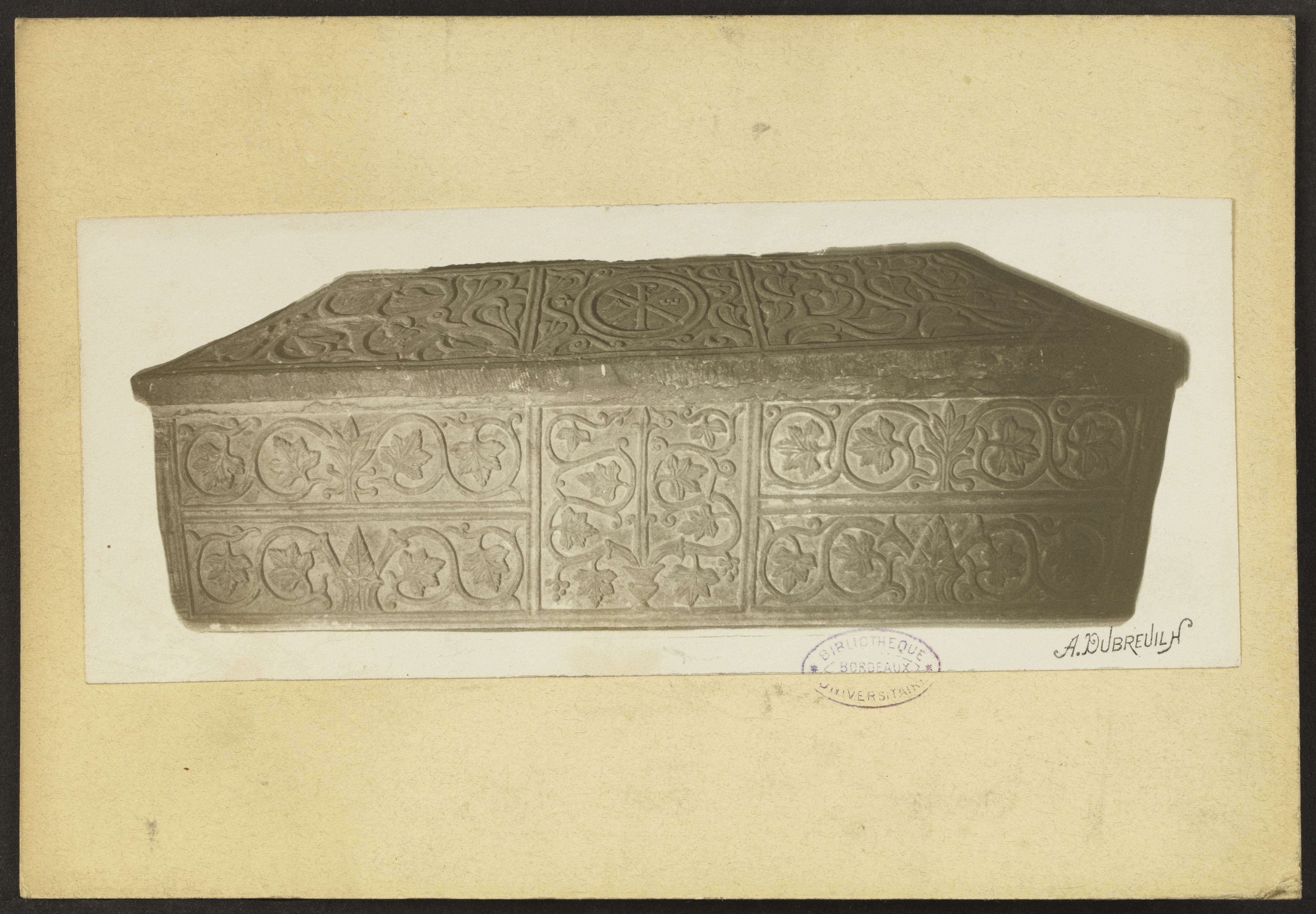

### Anciennes campagnes de fouilles

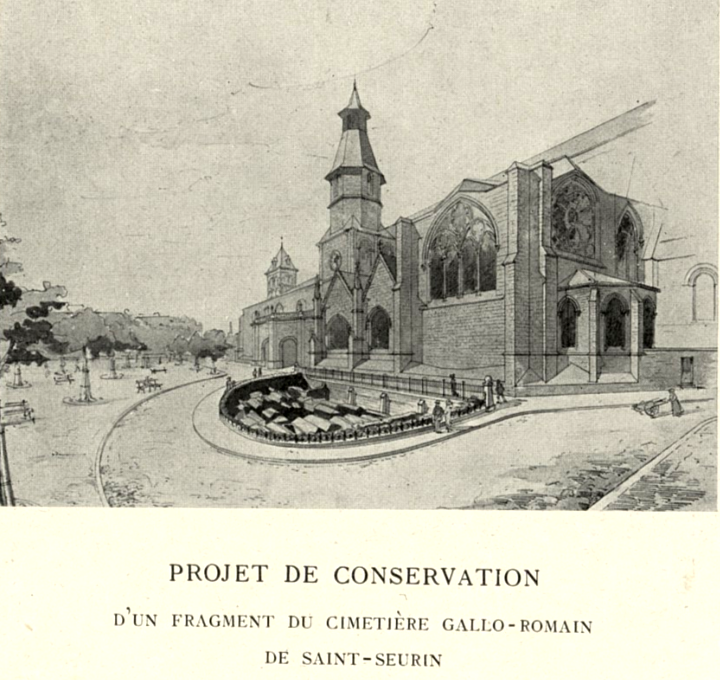
Projet de conservation des fouilles de 1910

Plusieurs campagnes de fouilles archéologiques ont été entamées à partir du XIXe siècle dans le but de percer les mystères de la nécropole Saint-Seurin. Monseigneur Jean-Pierre-Albert Cirot de la Ville, vicaire de Saint-Seurin de 1834 à 1841, y a le premier entrepris des travaux et édite un ouvrage, Origines chrétiennes de Bordeaux. Histoire et description de l'église Saint-Seurin retraçant le résultat de ses fouilles en 1866. Après lui, les fouilles réalisées par Paul Courteault et Camille Jullian en 1909 et 1910 ont mis au jour une partie de cette vaste nécropole, notamment des sépultures superposées dont la mise en place s'échelonne entre le IVe et XIIIe siècles.
Après l'abandon de cette campagne faute de moyens, d'autres fouilles ont, par la suite, été dirigées par Raymond Duru, architecte des bâtiments de France, entre 1964 et 1969. Enfin, le Projet Collectif de Recherche mis en place entre 1997 et 2002, en dépoussiérant les structures, a permis une meilleure lisibilité du site et son évolution globale est désormais mieux comprise. La recherche sur la nécropole se poursuit aujourd'hui notamment grâce aux travaux de Natacha Sauvaitre.

### Découverte exceptionnelle lors de la fouille de l'îlot Castéja
Préalablement à une opération immobilière sur l’îlot Castéja, rue Abbé de l’Epée, une fouille préventive réalisée d’octobre 2016 à avril 2017 révèle une extension orientale du périmètre auparavant identifié de la nécropole de Saint-Seurin. Outre des tombes individuelles classiques, des sépultures multiples, contenant plusieurs individus, témoigne d’une volonté d'enterrer les morts au plus vite. Ceci évoque une crise de mortalité probablement liée à une épidémie jusqu’alors inconnue à Burdigala entre le IVe et VIe siècles. Cet ensemble antique de plus de 90 fosses communes, contenant plus de 400 individus, est très rare en France, pour cette époque, et constitue une référence.

## Une nécropole antique

### Typologie des sépultures et objets antiques retrouvés à Saint-Seurin
Le mobilier, les amphores et les décors peints retrouvés à Saint-Seurin laissent penser qu'il n'y a pas eu d'occupation antérieure au IVe siècle. 435 inhumations ont été mises au jour dans la nécropole. Natacha Sauvaitre a établi une typologie des sépultures retrouvées qui en distingue cinq types . :
- Sépultures en pleine terre (70), difficiles à discerner.
- Tombes en coffre de bois (14): présence de pierres de calage et/ou de clous.
- Tombes sous tegulae ou tuiles (17): espaces clos et secs autour du corps, tuiles parfois disposées en bâtière.
- Amphores (70): surtout des enfants en bas âge. La plupart datent du IVe siècle.
- Sarcophages (265): type de sépulture le plus courant. On trouve des cuves rectangulaires monolithes à fond plat, aux parois épaisses d'une dizaine de centimètres, pouvant présenter des décors gravés. La plupart sont datées des IVe et Ve siècles.

Par ailleurs, deux mausolées se distinguent par leurs aménagements somptueux (salle 8 et mausolée 7).
Les objets retrouvés dans les tombes (peignes, céramiques, fioles, monnaies, etc.) constituent de précieux indices pour la datation.

Sarcophage à décors végétaux, Musée d'Aquitaine, Bordeaux
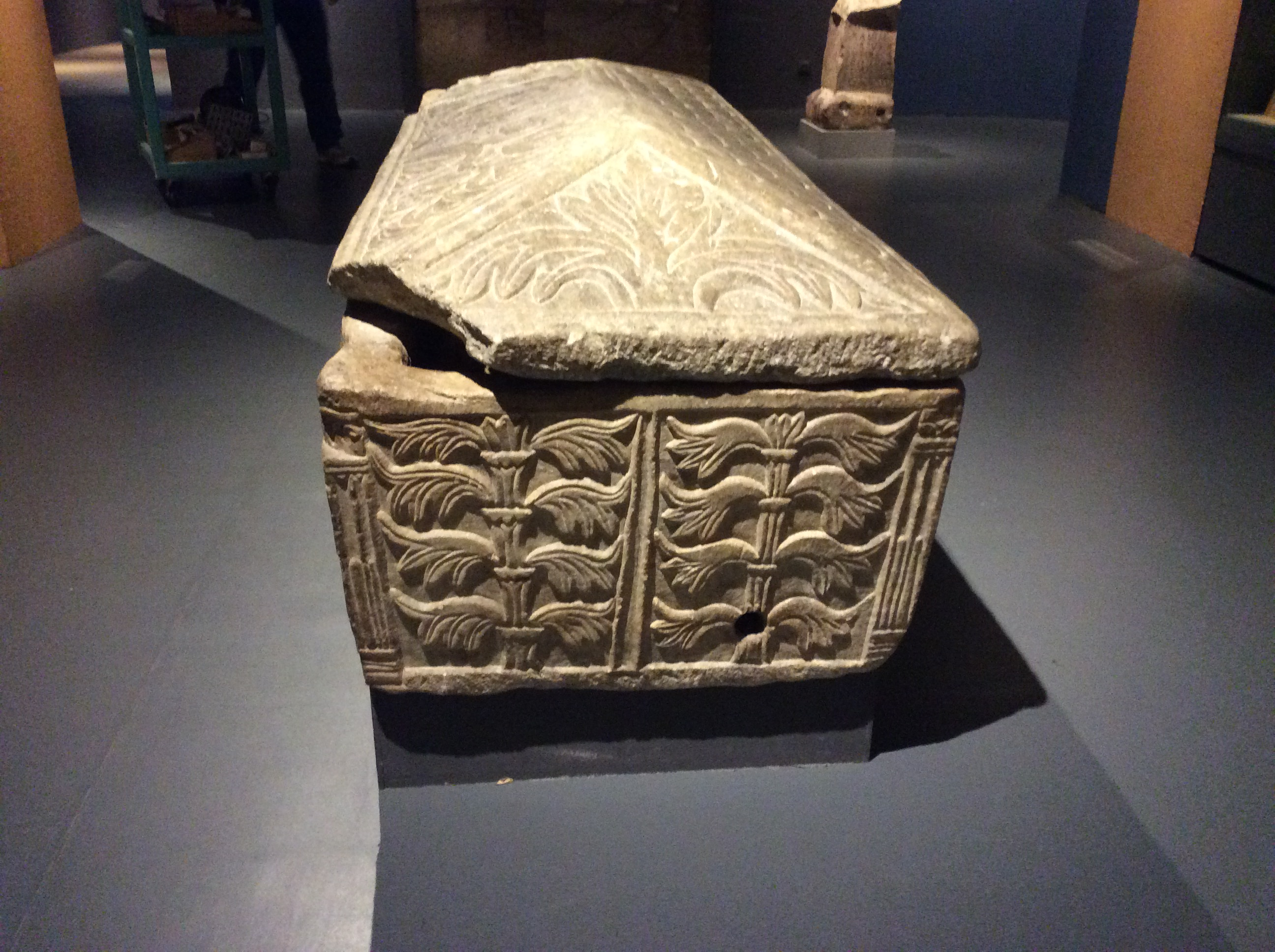
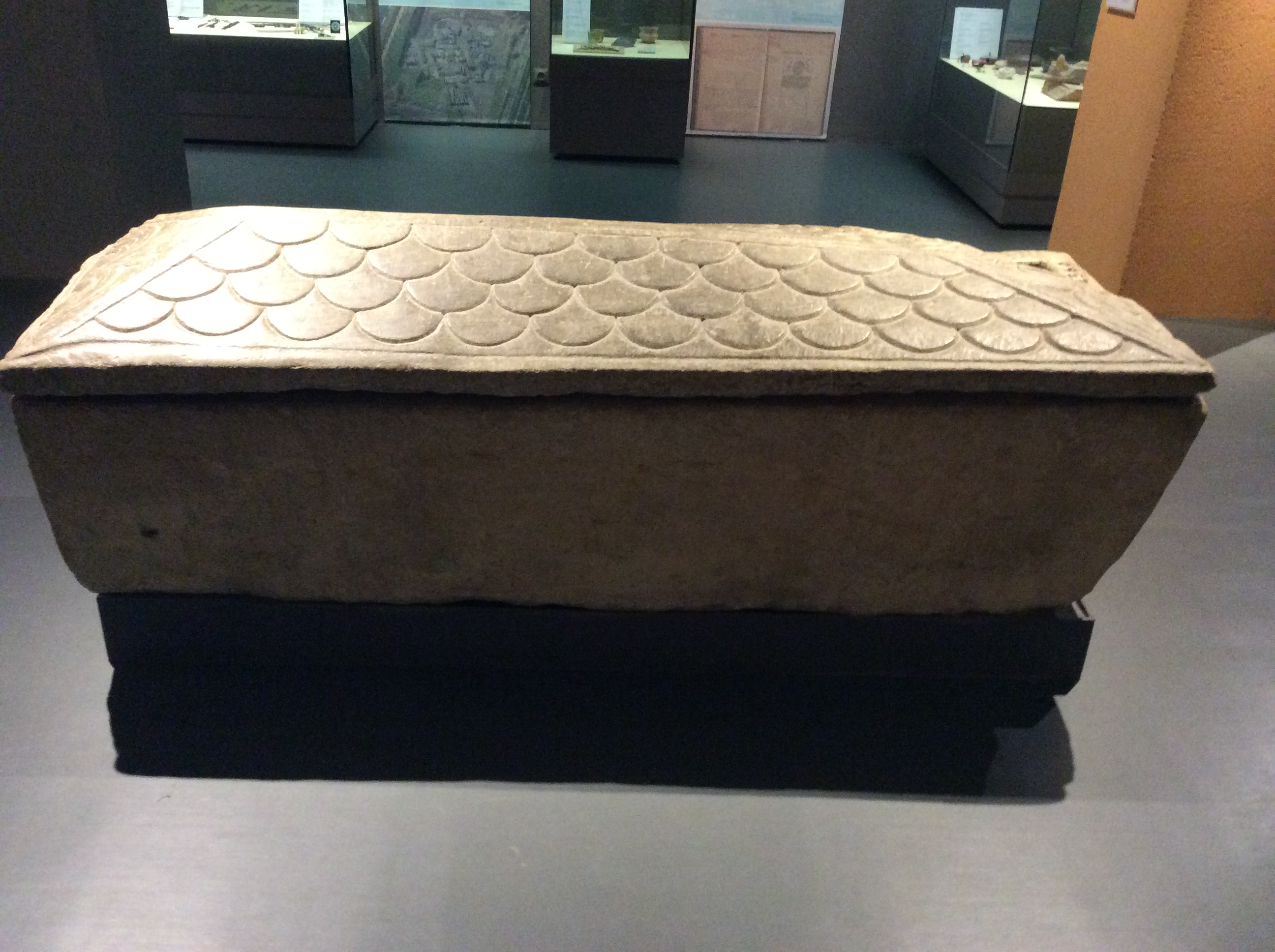
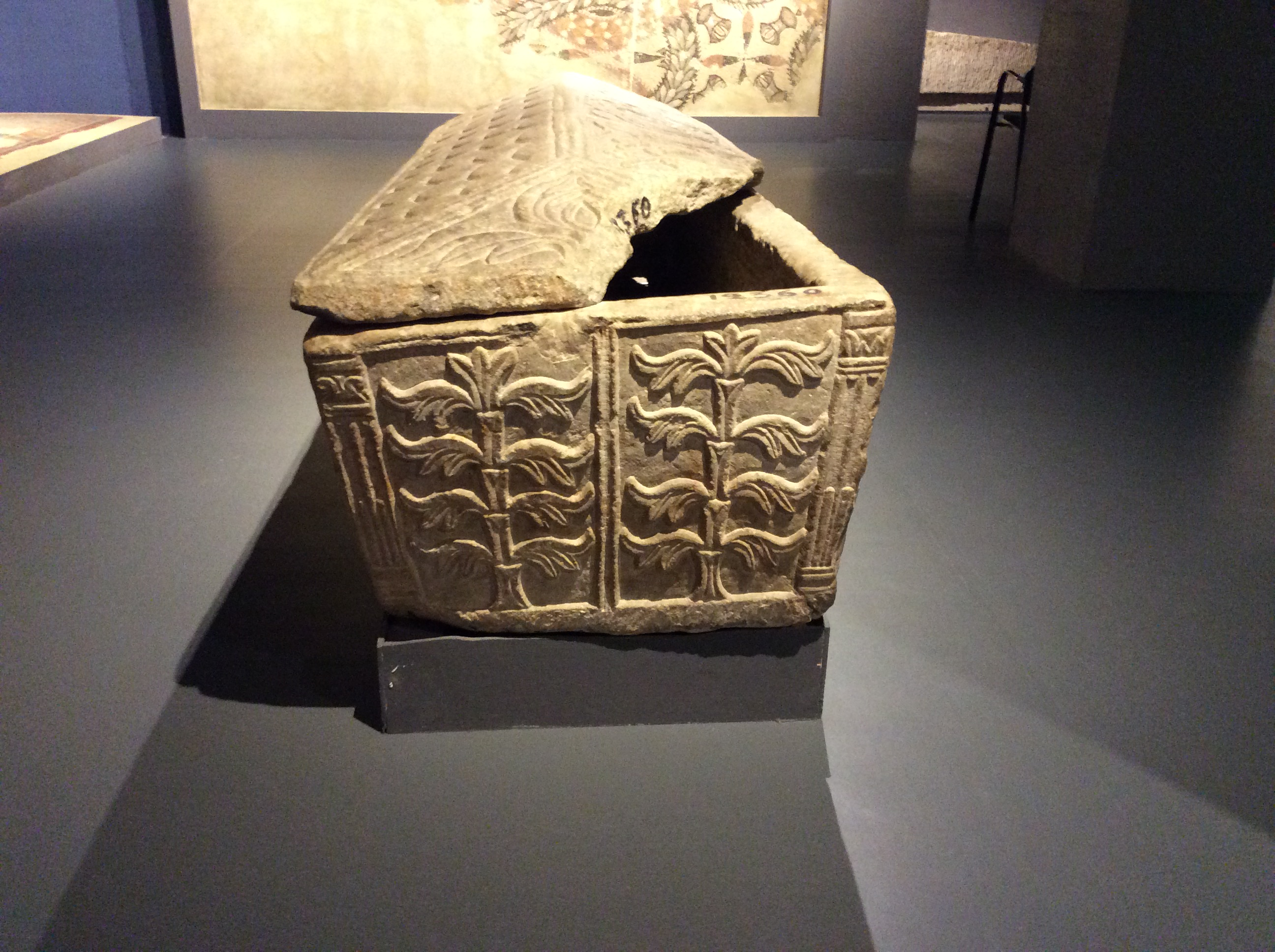
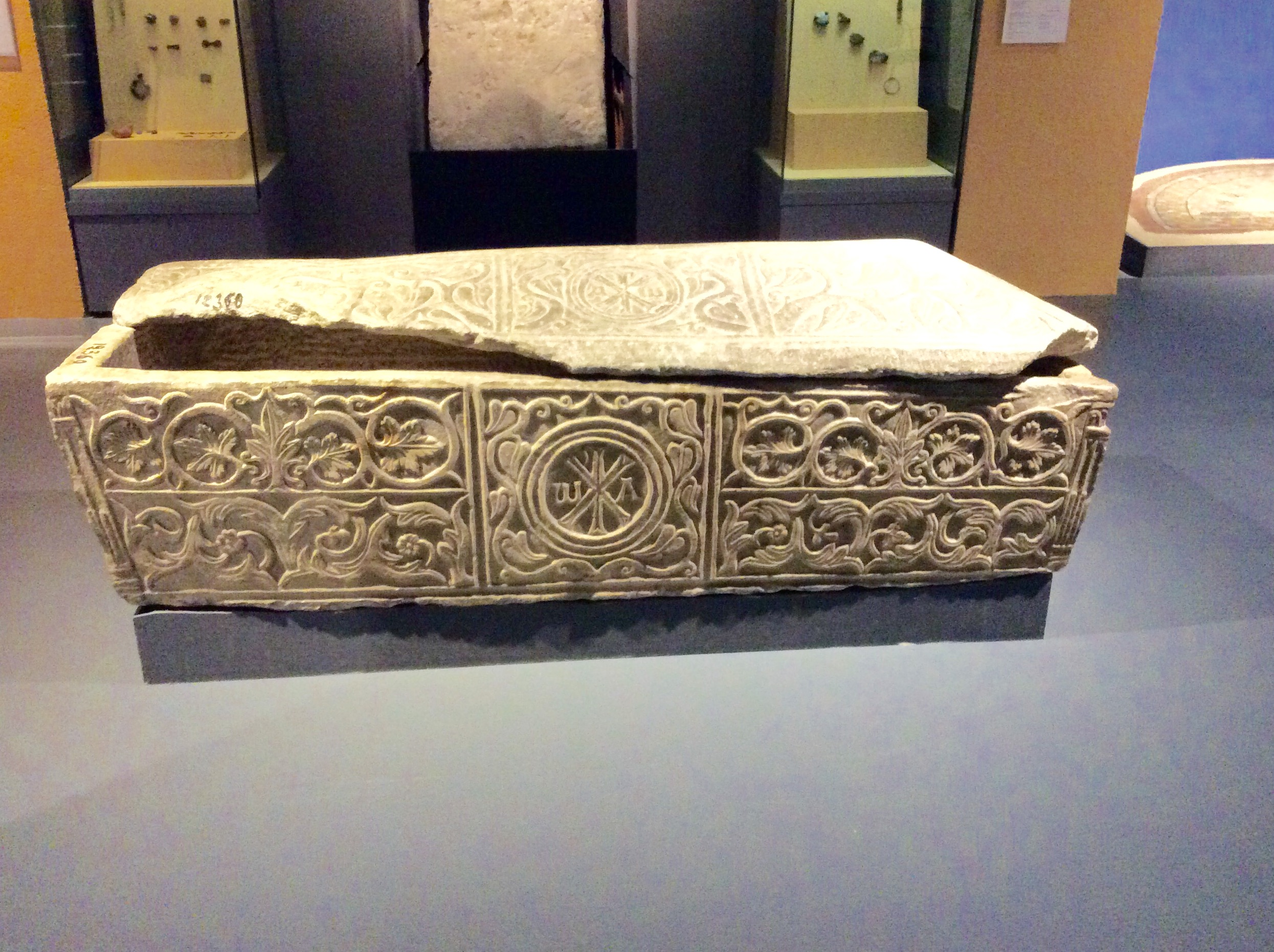

### L'influence romaine à Bordeaux

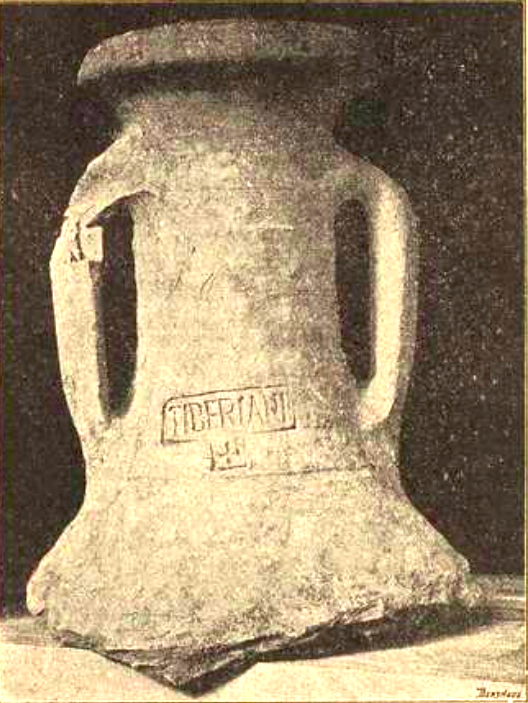
Col d'amphore à la croix, Camille Jullian, 1897

L'orientation générale des bâtiments et l'iconographie d'une fresque murale constituent les témoins d'une romanisation de Bordeaux.
Les édifices mis au jour lors des fouilles de Saint-Seurin suivent une orientation qui semble reprendre l'axe d'un decumanus romain. L'axe de circulation au nord de la collégiale reprend cette orientation, traduisant une inscription dans la tradition romaine d'établissement des nécropoles aux abords des routes.
Une fresque restaurée dans le mausolée 7 a été analysée par Alix Barbet, spécialiste des fresques romaines. Elle comprend une plinthe ocre-jaune surmontée d'une partie basse rouge-bordeaux striée, décorée de méandres et de carrés. Au-dessus, on distingue un espace peuplé d'êtres marins (canards, cheval marin portant une créature nue). Un grand rocher délimite la composition. La fresque est un témoignage de la permanence des thèmes antiques dans la peinture funéraire en Gaule, voir de l'héritage artistique de l'Antiquité, maladroitement exécutée par le christianisme primitif.

## La nécropole après l'Antiquité

### Les premiers signes d'une christianisation de Bordeaux

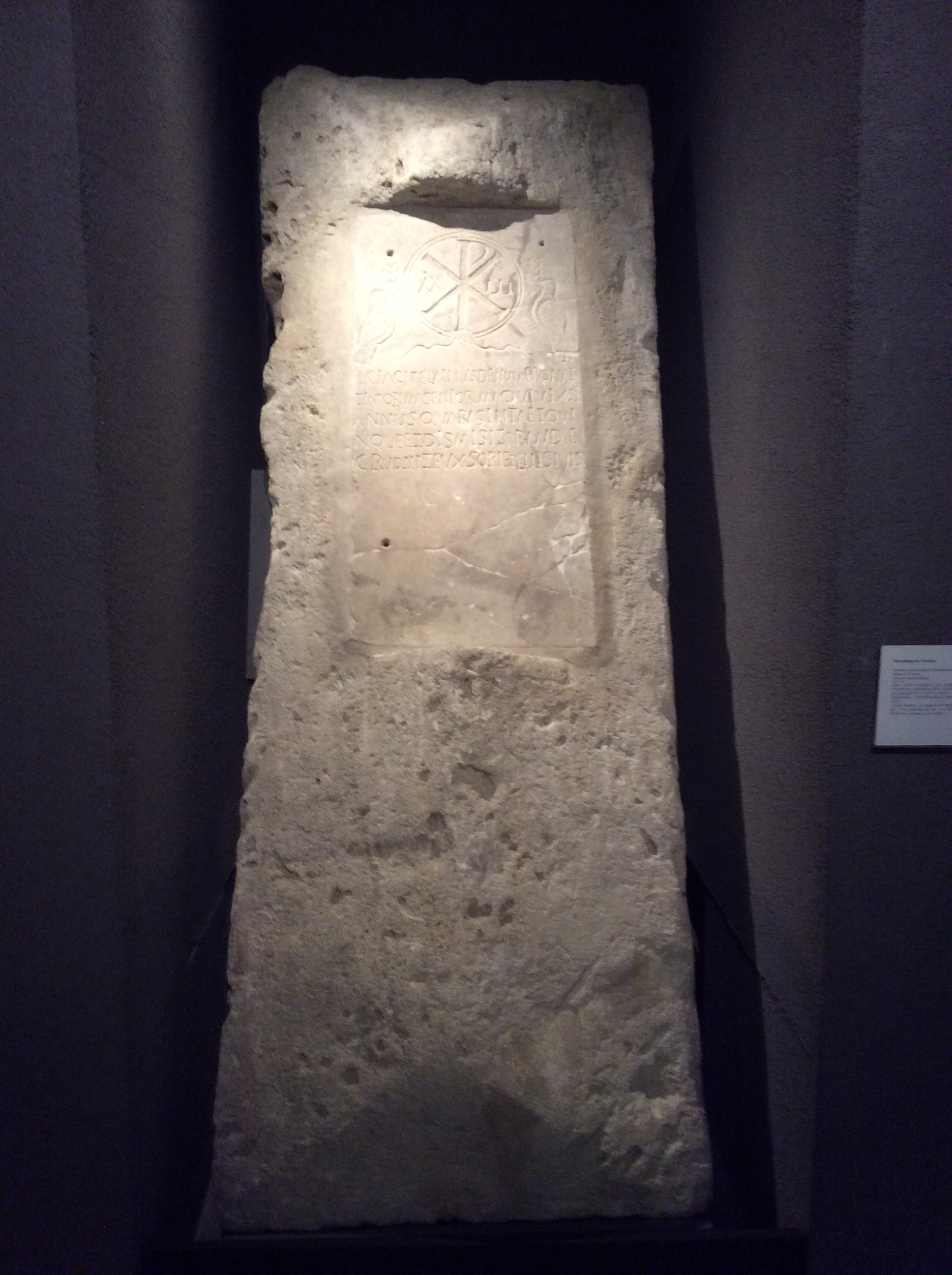
Sarcophage de Flavinus, Musée d'Aquitaine, Bordeaux

- Sarcophage de Flavinus (fin du IVe - début du Ve). C'est le seul à contenir une épitaphe et dont on connaît l'identité des défunts présents dans la tombe: "Ci gît Flavinus, du régiment des Mattiaques seniors, qui a vécu quarante-cinq ans et laissé dans un profond désespoir sa femme et ses fils". Le chrisme gravé dans la plaque, entouré de l'alpha et de l'oméga, et la présence de colombes portant des rameaux d'oliviers, attestent la foi chrétienne du défunt.

- Sarcophage à décor végétal exposé au musée d'Aquitaine (Ve au VIe siècle) en marbre des Pyrénées, typique de l'école d'Aquitaine. La cuve est décorée sur trois faces (hampes d'acanthes, rinceaux de vignes, de lierre, chrisme inversé, alpha et oméga, écailles).

### Les réutilisations postérieures et interprétations de la nécropole
Le cimetière de Saint-Seurin a été utilisé jusqu'en 1794. La pratique de l'empilement des sarcophages est attestée jusqu'au XIIIe siècle.
De nombreuses légendes entourent le site, notamment la crypte de l'église, et peuvent constituer de nouvelles pistes de recherche. La présence de dépouilles de nombreux saints (saint Seurin, sainte Véronique, sainte Bénédicte et saint Martial) dans la crypte est sujette à débat.